# The Invisible Circus
The Invisible Circus ist ein US-amerikanisches Filmdrama von Adam Brooks aus dem Jahr 2001. Die Verfilmung geht zurück auf Jennifer Egans Debütroman The Invisible Circus. Sieben Jahre nach dem Tod ihrer Schwester Faith, dargestellt von Cameron Diaz, begibt sich ihre jüngere Schwester Phoebe, dargestellt von Jordana Brewster, auf ihre Spur durch Europa, um mehr über die letzten Monate im Leben ihrer Schwester und deren Todesumstände zu erfahren.

## Handlung
Phoebe O’Connor und ihre ältere Schwester Faith habe eine enge Verbindung. Als die junge Amerikanerin Faith Anfang der 1970er Jahre eine Europareise unternimmt, schickt sie ihrer Schwester immer wieder Postkarten von den verschiedenen Stationen ihrer Reise. Als Mutter und Schwester die schlimme Nachricht erhalten, dass Faith tot sei, bleibt im Dunkeln, wie sie zu Tode gekommen ist. 1977 folgt ihre inzwischen 18-jährige Schwester Phoebe nach Abschluss der High School ihren Spuren durch Europa. Sie will unbedingt wissen, was mit ihrer Schwester passiert ist. In Paris trifft sie Wolf, den einstigen Freund von Faith. Nachdem Phoebe nicht lockerlässt, erzählt er ihr, dass ihre Schwester sehr radikale politische Ziele verfolgte und sich dabei der deutschen Terrororganisation Rote Armee Fraktion anschloss und in Banküberfälle verwickelt war. Sie habe ihm das Versprechen abgenommen, dass er Mutter und Schwester nichts von ihrem Doppelleben erzählen dürfe.
Da Wolf Phoebe nicht allein nach Portugal, wo Faith zu Tode kam, weiterreisen lassen will, fahren sie zusammen. Dort kommt es auch dazu, dass beide miteinander schlafen. Sie fühlen sich körperlich stark voneinander angezogen. Als sie die letzte Station in Faith Leben erreicht haben, erzählt Wolf ihr die ganze Wahrheit. Nachdem Faith sich für den Tod eines jungen Mannes, der Frau und Kinder hatte, verantwortlich fühlte, versuchte sie den Ausstieg aus der Terrororganisation. Zusammen reisten Wolf und sie von Berlin weiter nach Portugal, um Abstand zu gewinnen. Dort sprang Faith, die mit ihrem Tod, so meint Wolf, wohl etwas wieder gutmachen wollte, von einer Klippe und brach sich das Genick. Phoebe meint traurig, dass sie damit nur erreicht habe, weitere Menschen unglücklich zu machen.
Die junge Frau kehrt nach Hause zu ihrer Mutter zurück. Ihr Wissen um das Doppelleben ihrer Schwester erleichtert es ihr, nun besser mit dem Tod von Faith zurechtzukommen.

## Kritiken
- Carla Meyer schrieb im San Francisco Chronicle, „dass Cameron Diaz eingeschränkte schauspielerische Fähigkeiten habe, was ihr in der Rolle der jugendlichen Terroristin behilflich sei. Die Darstellung von Jordana Brewster sei unglaubwürdig. Der Film zeige die persönliche und die familiäre Instabilität.“[1]

- Das Lexikon des internationalen Films urteilte: „Während die Verquickung des lyrischen Road Movies mit (Rückblenden-)Erinnerungen an politisch brisante Zeiten weitgehend misslingt, entwickelt der in den Hauptrollen ausgezeichnet besetzte Film in den psychologisch stimmigen Figurenkonstellationen einige starke Momente persönlicher Beziehungsaufarbeitung. (Videotitel: Deadly Shadows")“[2]